# فينسنت مكاين
فينسنت مكاين (بالفرنسية: Vincent Macaigne)‏ هو كاتب مسرحي وكاتب سيناريو ومخرج وممثل فرنسي، ولد في 19 أكتوبر 1978 بباريس في فرنسا. من الجوائز التي نالها وسام الفنون والآداب الفرنسي.

## جوائز
- وسام الفنون والآداب الفرنسي

## وصلات خارجية
- فينسنت مكاين على موقع IMDb (الإنجليزية)
- فينسنت مكاين على موقع ألو سيني (الفرنسية)
- فينسنت مكاين على موقع أول موفي (الإنجليزية)
- فينسنت مكاين على موقع قاعدة بيانات الفيلم (الإنجليزية)
- فينسنت مكاين على موقع كينوبويسك (الروسية)